# 洛斯奧爾加諾斯區
洛斯奧爾加諾斯區（西班牙語：Distrito de Los Órganos），是秘魯的一個區，位於該國西北部皮烏拉大區的塔拉拉省，始建於1964年12月11日，面積165.01平方公里，海拔高度3米，2005年人口9,104，人口密度每平方公里55人。